# Hitoshi Ashinano
Hitoshi Ashinano (芦奈野ひとし, Ashinano Hitoshi, Yokosuka, 25 april 1963) is een Japans mangaka. Hij is vooral bekend voor het werk Yokohama Kaidashi Kiko, waarvoor hij in 2007 de Seiun Award won voor beste sciencefiction manga. Een ander bekend werk van zijn hand is PositioN. Voordat Ashinano zijn debuut maakte, was hij de assistent van Kosuke Fujishima.

## Oeuvre
- Kotonoba Drive (コトノバドライブ, Kotonoba Doraibu) (2014-2017)
- Kabu no Isaki (カブのイサキ, Kabu no Isaki) (2007-2013, Afternoon)
- Kumabachi no koto (Februari 2007, Afternoon)
- Misaki (Juli 2006, Afternoon)
- PositioN (1999-2001, Afternoon Season Zokan en Bessatsu Morning)
- Turbo Type S (2006, ode aan E no Moto)
- Yokohama Kaidashi Kiko (1994–2006, Afternoon)